# Gare de Jōno
La gare de Jōno (城野駅, Jōno-eki) est une gare ferroviaire de la ville de Kitakyūshū, dans la préfecture de Fukuoka au Japon. Elle est exploitée par la compagnie JR Kyushu.

## Situation ferroviaire
La gare de Jōno est située au point kilométrique (PK) 6,1 de la ligne principale Nippō. Elle marque le début de la ligne Hitahikosan.

## Histoire
La gare a été inaugurée le 1er avril 1895.

## Service des voyageurs

### Accueil
La gare dispose d'un bâtiment voyageurs ouvert tous les jours, avec des guichets et des automates pour l'achat de titres de transport.

### Desserte
- Ligne principale Nippō :
  - voie 1 : direction Yukuhashi, Nakatsu et Usa
  - voies 3 et 4 : direction Kokura (interconnexion avec la ligne principale Kagoshima pour Mojikō)

- Ligne Hitahikosan :
  - voie 2 : direction Tagawa-Gotōji et Soeda
  - voie 5 : direction Kokura